# Blechnum montanum
Blechnum montanum är en kambräkenväxtart som beskrevs av T. C. Chambers och P. A. Farrant. Blechnum montanum ingår i släktet Blechnum och familjen Blechnaceae. Inga underarter finns listade.